# Ludwig Gies
Ludwig Gies (3 septembre 1887 - 27 janvier 1966) est un sculpteur, médailleur et professeur d'art allemand. Il est surtout connu pour son crucifix dans la Cathédrale de Lübeck, vandalisé en mars 1922 et considéré plus tard comme une œuvre typique de l'Art dégénéré, ainsi que son célèbre aigle fédéral (également connu sous le nom d' "Aigle de Gies" ou "Fat Hen") (1953), qui est accroché à l'avant de la salle plénière du Reichstag à Berlin.

## Vie et œuvre

### 1887 à 1918

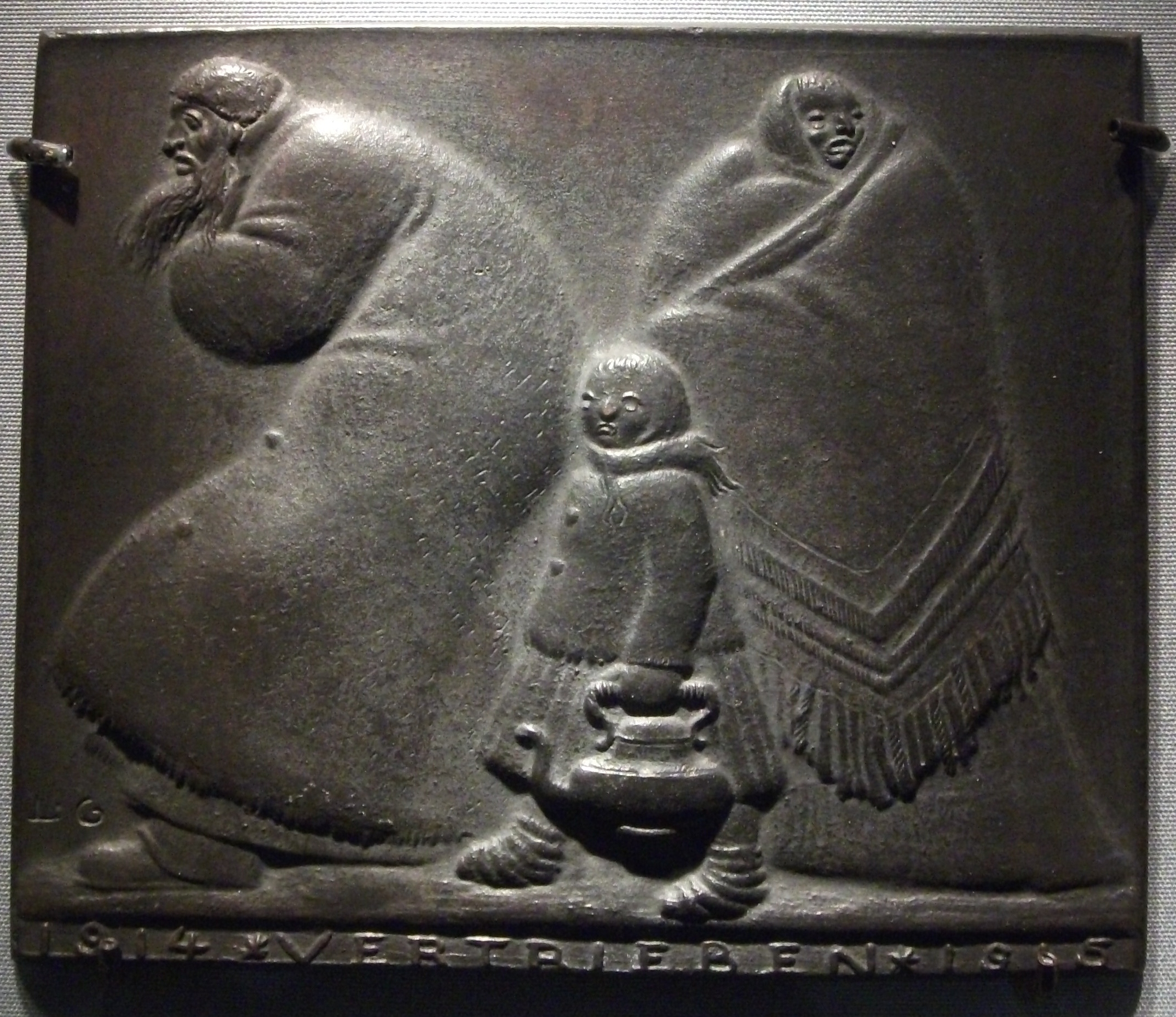
Ludwig Gies, fonte, 8 x 9,8 cm, inscrit "1914·VERTRIEBEN·1915" = "Réfugiés 1914–1915"

Gies est né à Munich, il est l'aîné des deux fils de Philip Gies et de sa femme Johanna (née Grieb). Un troisième enfant meurt jeune et le père meurt en 1915. L'éducation de Gies est mal documentée : on ne sait pas s'il a fréquenté l'école secondaire (Realschule) ou seulement huit années d'école primaire. C'est certain cependant. qu'il n'a pas fréquenté un lycée. Gies fréquente l'école municipale de commerce (Städtische Gewerbeschule) à Munich de 1902 à 1904. Outre l'école, Ludwig est apprenti dans l'entreprise Winhart, où il apprend à chasser sous Johann Vierthaler. Parallèlement, il suit des cours du soir et du dimanche de modelage et de sculpture sur bois, ce qui permet à Gies de rencontrer très tôt Richard Riemerschmid et Bruno Paul.
Après avoir terminé à l'école municipale de commerce à mi-parcours de sa formation chez Winhart, il fréquente, jusqu'en juillet 1907, l'école royale des arts appliqués de Munich, où il apprend la ciselure, l'émaillage, la sculpture et le modelage ornemental et figuratif, le modelage avec Fritz von Miller, Anton Pruska, Maximilian Dasio et Heinrich Waderé. L'influence de Waderé, qui a initié Gies à la fabrication de médailles, est particulièrement significative.
À l'été 1906, après que Gies ait terminé ses études à la Kunstgewerbeschule et chez Winhart, et passé quelques mois à Mindelheim pour apprendre à travailler le cuivre, il est employé chez Winhart jusqu'en 1908 comme chasseur. En mai 1908, il s'inscrit à l'Académie des beaux-arts de Munich (Akademie der Bildenden Künste München). Gies y a vraisemblablement étudié la sculpture pendant quatre semestres jusqu'en 1910. Les raisons pour lesquelles il a si rapidement abandonné ses études ne sont pas claires. Il est prouvé qu'en 1909, il travaille à nouveau chez Winhart et y retourne également en 1912 en tant qu'artiste indépendant. Dans les années jusqu'en 1914, il entame une auto-découverte stylistique et remporte plusieurs prix, principalement pour de nouveaux développements dans le travail des médailles. Une collaboration avec la manufacture de porcelaine de Nymphenburg étend ses capacités de traitement de céramiques telles que la majolique. Un four à céramique est sorti de l'expérience, qui attire l'attention à l'Exposition nationale suisse, Berne, en 1914. Peu de temps après, la Première Guerre mondiale éclate, à laquelle Gies n'a pas participé en tant que combattant pour des raisons de santé, mais est enrôlé pour le travail. Dans ses œuvres de cette période, il prend ses distances avec le patriotisme et représente la souffrance de la guerre, ce qui conduit à une censure partielle de ses œuvres.

### 1918 à 1945
Le 28 août 1917, Bruno Paul, directeur de l'institut d'enseignement du musée des Arts décoratifs de Berlin, effectue un voyage d'affaires à Munich pour voir diverses sculptures. Avec le départ de Joseph Wackerle, un poste est vacant qui concerne notamment l'art des médailles. Au cours de ce voyage, Paul rencontre Gies. La raison exacte pour laquelle cette rencontre a pour conséquence que Paul appela Gies à travailler à l'institut d'enseignement n'est pas tout à fait claire : il est possible à la fois que Paul ait reçu au préalable la recommandation de regarder de plus près Gies, d'autant plus que la médaille de Munich a une réputation particulièrement bonne, et aussi que Paul a rencontré Gies à travers des publications dans ce domaine. Il est concevable que Paul se soit souvenu de Gies à l'époque où Paul lui-même a été employé chez Winhart & Co. (vers 1902), bien que compte tenu du peu de temps qu'il y a passé et des années entre les deux événements, cela semble peu probable.
À Berlin, Gies dirige la classe de découpe et de modelage pour orfèvres et ciseleurs, et à partir de 1924, aux écoles des beaux-arts et des arts appliqués des États-Unis (Vereinigte Staatsschulen für Freie und Angewandte Kunst, aujourd'hui Université des arts de Berlin), le modelage classer. Hilde Broer est l'une de ses étudiantes aux United State Schools. Après la prise de contrôle des nazis, il subit des pressions pour sa loyauté envers les étudiants dissidents et juifs : en 1937, il est expulsé de l'Académie prussienne des arts et, en 1938, renvoyé de son poste d'enseignant. En signe de protestation, l'élève de Gies, le sculpteur Kurt Schumacher, quitte également l'Académie prussienne.

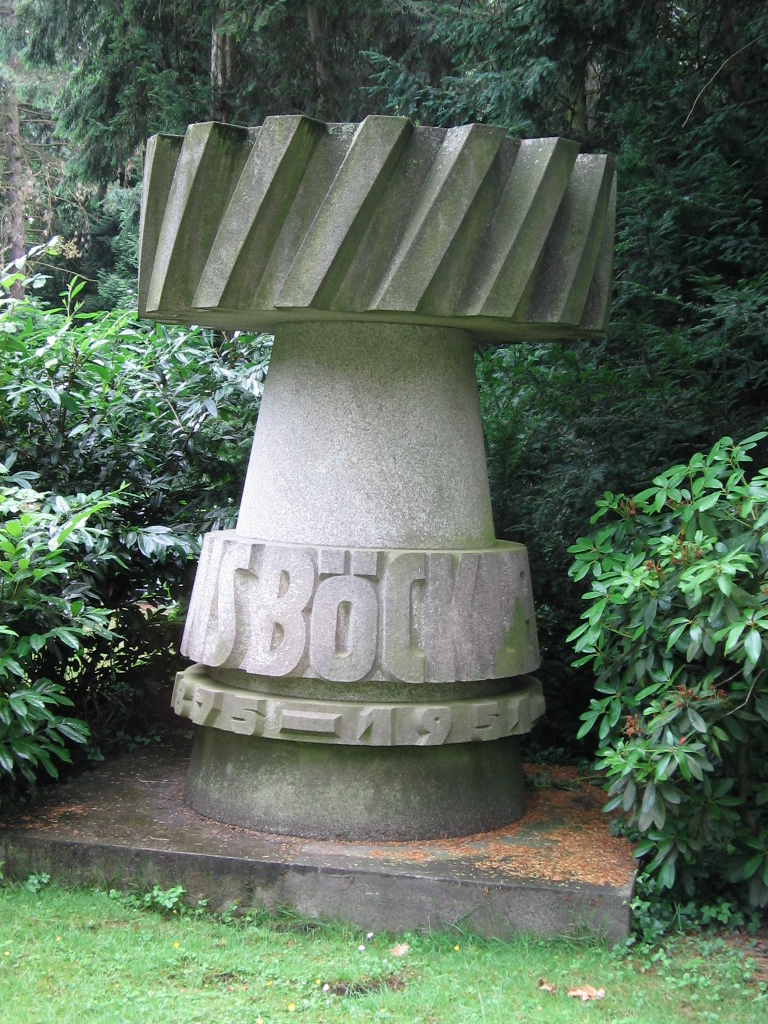
Pierre tombale de Hans Böckler dans le cimetière de Melaten, Cologne, conçu par Gies

Néanmoins, Gies créé également pour l'extension 1935-1939 de la Reichsbank, entre autres, un aigle impérial avec couronne de chêne et croix gammée, en métal léger. Onze de ses œuvres sont confisquées par les nazis. Son crucifix dans la Cathédrale de Lübeck, commandé à l'origine par Carl Georg Heise en 1921, le directeur du musée Sainte-Anne, pour l'église Sainte-Marie de Lübeck, est déjà condamné au moment de sa création comme "sur-expressionniste" et comme « culturellement bolchevique » et est plus tard l'un des objets de haine de l'exposition Entartete Kunst (« Art dégénéré ») de 1937 à Munich, où il est ostensiblement exposé dans la cage d'escalier. Il est probablement détruit par la suite. Le crucifix a déjà fait l'objet d'un attentat le 3 mars 1922 dans la cathédrale de Lübeck, au cours duquel la tête du Christ et l'un des rayons ont été radiés,. La tête esté retrouvée dans un étang de moulin à proximité et la sculpture a ainsi été reconstituée.

### 1945 à 1966

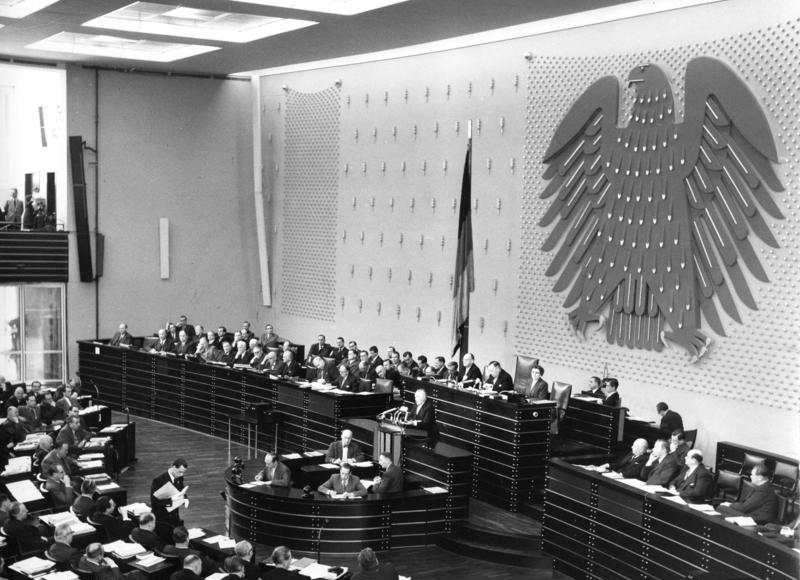
Aigle de Gies, la "grosse poule", Bundestag au Bundeshaus à Bonn

Après la fin de la Seconde Guerre mondiale, il est actif en tant que pigiste à Berlin. De 1950 à 1962, il est professeur de sculpture à la Kölner Werkschulen et à partir de 1953, membre honoraire de l'Académie des beaux-arts de Munich,.
Entre 1959 et 1962, Gies conçoit les vitraux du chœur de la cathédrale d'Essen et reçoit le Grand prix d'art de la Rhénanie du Nord-Westphalie. En 1957, Gies, un catholique fervent, reçoit des mains du président fédéral Theodor Heuss la Grand-Croix du Mérite de la République fédérale d'Allemagne. Ludwig Gies est mort à Cologne et est enterré au cimetière de Melaten. La Letter Foundation décerne une bourse aux sculpteurs et modeleurs qui porte le nom de Prix Ludwig Gies pour la sculpture plastique.

## Œuvres
Les œuvres de Ludwig Gies se caractérisent par des reliefs bas ou enfoncés, souvent taillés de manière fantastique ou inhabituelle, et un style en partie cubiste et en partie expressionniste tardif. Il est également connu pour ses petites sculptures d'argile et ses médailles de bronze. Son travail de conception pour les églises ouest-allemandes comprenait des rails d'autel, des chandeliers, des mosaïques et des vitraux.
L'un est le crucifix de la cathédrale de Lübeck (1922), une sculpture sur bois plus grande que nature "rappelant fortement les figures de dévotion médiévales dans une angoisse déformée", qui était présentée comme une œuvre typique d'art dégénéré; sa tête ayant été coupée et plongée dans la rivière Trave.
L'autre est un vaste relief mural de l'aigle fédéral populairement connu sous le nom de "la grosse poule" en raison de sa silhouette générale légèrement bouffante, presque circulaire. (Le surnom lui-même est en réalité dérivé du nom propre allemand de certaines variantes de Sedum, appelé "Fetthenne[n]" ou "Fette Henne[n]" en allemand, populaire non seulement dans les jardins allemands et caractérisé par le charnu, c'est-à-dire " gras", aspect de leurs feuilles). On le voyait dans toutes les salles utilisées par le Bundestag et on le trouve encore sous une forme modifiée accroché au devant de la salle plénière du Reichstag à Berlin.
Gies est considéré comme le fondateur de l'École rhénane de Médaillerie. Son dernier élève fut Wolfgang Reuter, à qui il enseigna à partir de 1961. Son successeur dans son enseignement fut Hanskarl Burgeff, dont les élèves Agatha Kill, Lucia Hardegen et Hanspeter Dünwald sont actifs dans la troisième génération de l'école.